# 渡辺司
渡辺 司（わたなべ つかさ、1957年2月16日 - ）は、東京都出身のプロゴルファーである。セガサミーホールディングス所属。

## 略歴
- 父はサンケイスポーツでゴルフライターなどをしていた渡辺司郎。
- 日大一高時代は野球部に所属し、アンダースローの投手として1973年に春・夏連続で甲子園に出場。
- 17歳からゴルフを始め、1981年に7度目の挑戦でプロテスト合格。
- 師匠は青木功。
- 初優勝まで2位が14回あり「万年2位男」の異名もとったが、プロ入り13年目の1993年にダイワインターナショナルでツアー初優勝。レギュラーツアーで通算2勝を挙げる。
- 1994年に全英オープンに出場（51位タイ）。同年の第1回プレジデンツカップに国際選抜代表として出場した。
- 2007年からシニアツアーにも参戦し、2008年には2試合連続優勝を成し遂げた。

## 優勝歴

### レギュラーツアー
- 1993年 - ダイワインターナショナル
- 1994年 - よみうりオープン

### その他
- 1993年 - サンコーグランドサマー（後援競技）

### シニアツアー
- 2008年 - 日本プロシニア
- 2008年 - 富士フイルムシニア
- 2009年 - 日本シニアオープン
- 2010年 - 金秀シニア沖縄オープンゴルフトーナメント[1]
- 2013年 - 日本プロシニア

## 2人の「渡辺司」
- レギュラーツアー時代、関西地区にも同姓同名の「渡辺司」選手がいた。当時の日本プロゴルフ協会（JPGA）は混乱防止のため両者に改名を求めたがいずれも拒否。やむなく新聞などでは「渡辺司・東」「渡辺司・西」と区別して記述することになった。しかし、トーナメントに常時出場していたのは関東の渡辺司であり、またその後、関西の渡辺司がツアーの第一線から退いた（引退したとの説もあり）こともあって、新聞などでの記述も「渡辺司」となった。